# Castello Tesino
Castello Tesino (deutsch veraltet: Castelalt)  ist eine italienische Gemeinde (comune) in der Provinz Trient, Region Trentino-Südtirol mit 1156 Einwohnern (Stand 31. Dezember 2023).

## Geografie
Der Ort liegt 40 km östlich von Trient am östlichen Rand des Tesinotal (Bassa Valsugana e Tesino), einem Untertal des Valsugana. Er liegt am südlichen Ende des Passo Brocon unterhalb der Berge Monte Picosta (1421 m) und Mont’Agaro und ist Teil der Talgemeinschaft Comunità Valsugana e Tesino. Durch den Ort führt die Römerstraße Via Claudia Augusta.
Zum Gemeindegebiet gehören die Fraktionen Cainari, Coronini, Lissa und Roa. Angrenzende Gemeinden sind Arsiè (BL), Canal San Bovo, Cinte Tesino, Grigno, Lamon (BL), Pieve Tesino und Scurelle.

## Geschichte
Erste Siedlungen fanden in der Zeit vor den Römern statt. Spuren aus dem 5. Jahrhundert v. Chr. sind heute noch auf dem Hügel Colle di San Ippolito zu finden. In der Römerzeit erlangte der Ort Bedeutung, das er an der Römerstraße Via Claudia Augusta Altinate lag, die von Altinum nach Augsburg führte.

## Kultur
Am Martedì grasso findet der Carnevale del Tesino statt. Zuerst gehen die Bewohner des Nachbardorfes Pieve Tesino auf Tyrannenjagd. Am nächsten Tag wird in einem Reenactment der Strafprozess „Processo al Biagio“ gegen den Tyrannen Biagio delle Castellare in der Zeit von 1364 gespielt, der in Castello Tesino zum Abschluss kommt. Der Ausgang ist immer gleich. Nachdem ihm der einzige Verteidigungszeuge nicht helfen konnte, wird er verurteilt und eine Biagio-Puppe hingerichtet. Dem echten Biagio, Statthalter von Francesco da Carrara, der von 1356 bis 1364 mit harter Hand über das Tal herrschte, gelang es nach seinem Sturz durch einen Volksaufstand jedoch, ungestraft zu entkommen.

## Sehenswürdigkeiten
- Chiesa parrocchiale di San Giorgio, bereits im 12. Jahrhundert erwähnte Kirche am Hauptplatz des Ortes. Wurde mehrfach zerstört und wieder aufgebaut. Der heutige Bau ist aus dem Jahr 1931.
- Chiesa della Madonna di Lourdes 1890 errichtete Kirche im Ortsteil Roa, enthält von Martin Vinazer das Werk Cristo morto deposto dalla croce
- Chiesa di San Rocco, 1481 errichtete Kirche, wurde 1935 restauriert.
- Chiesa dei Santi Ippolito e Cassiano, 1436 errichtete Kirche[5] auf dem Hügel Colle di San Ippolito.
- Chiesa della Madonna di Caravaggio a Colle, 1901 über einer älteren Kirche (1698) errichtetes Gotteshaus[6]
- Chiesa della Beata Vergine di Torricella, 1604 errichtete Kirche
- Chiesa del Sacro Cuore di Gesù, 1876 errichtete Kirche
- Grotta di Castello Tesino, 1926 entdeckte Höhle bei 960 Höhenmetern, die auch Bus de la Lora genannt wird. Die Höhle hat eine Länge von 256 Metern.

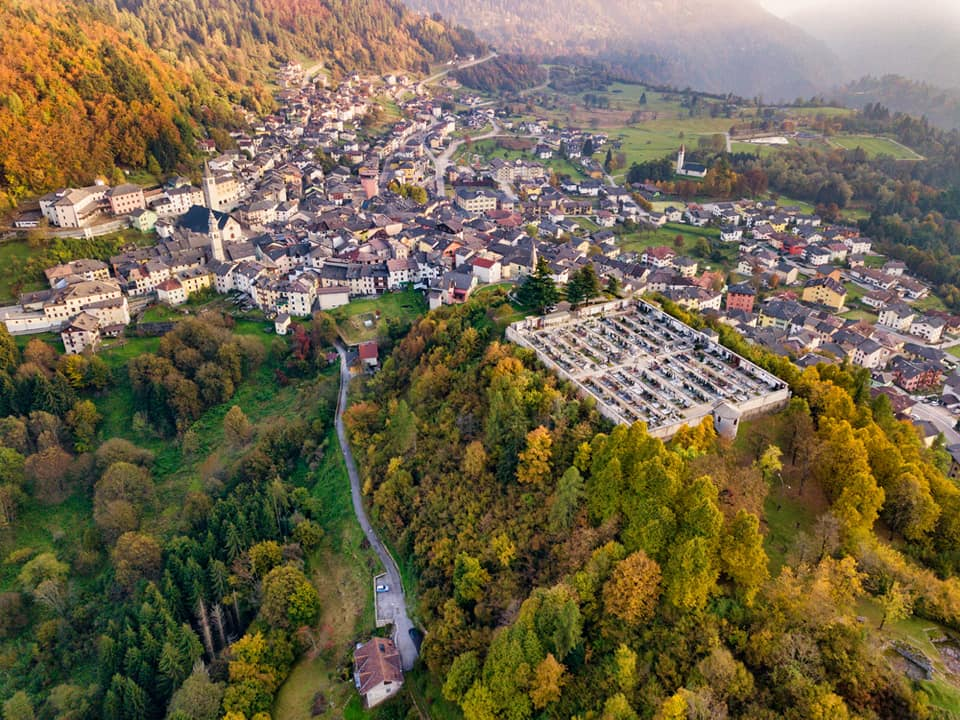
Castello Tesino vom Colle di Sant’Ippolito
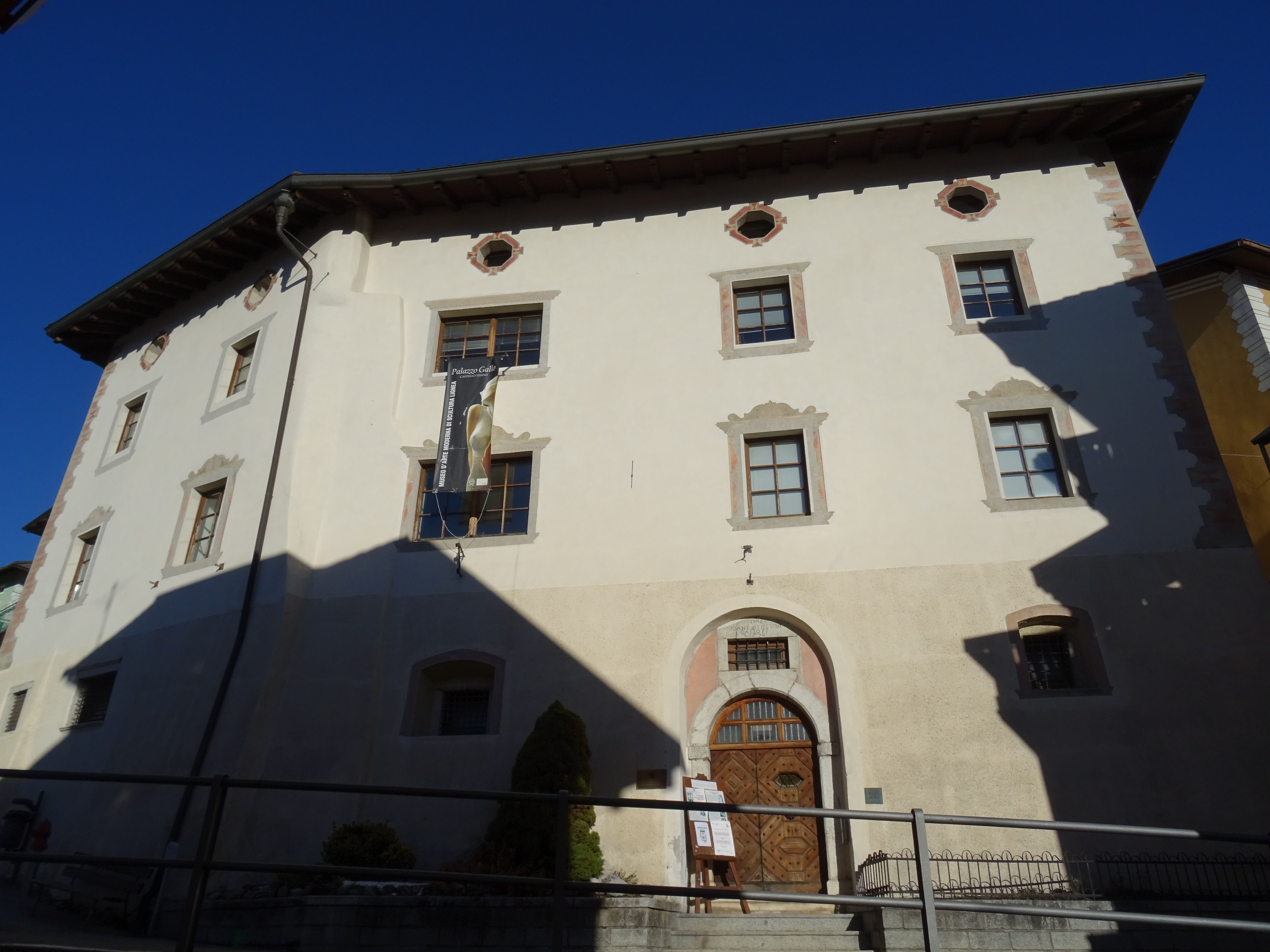
Palazzo Gallo
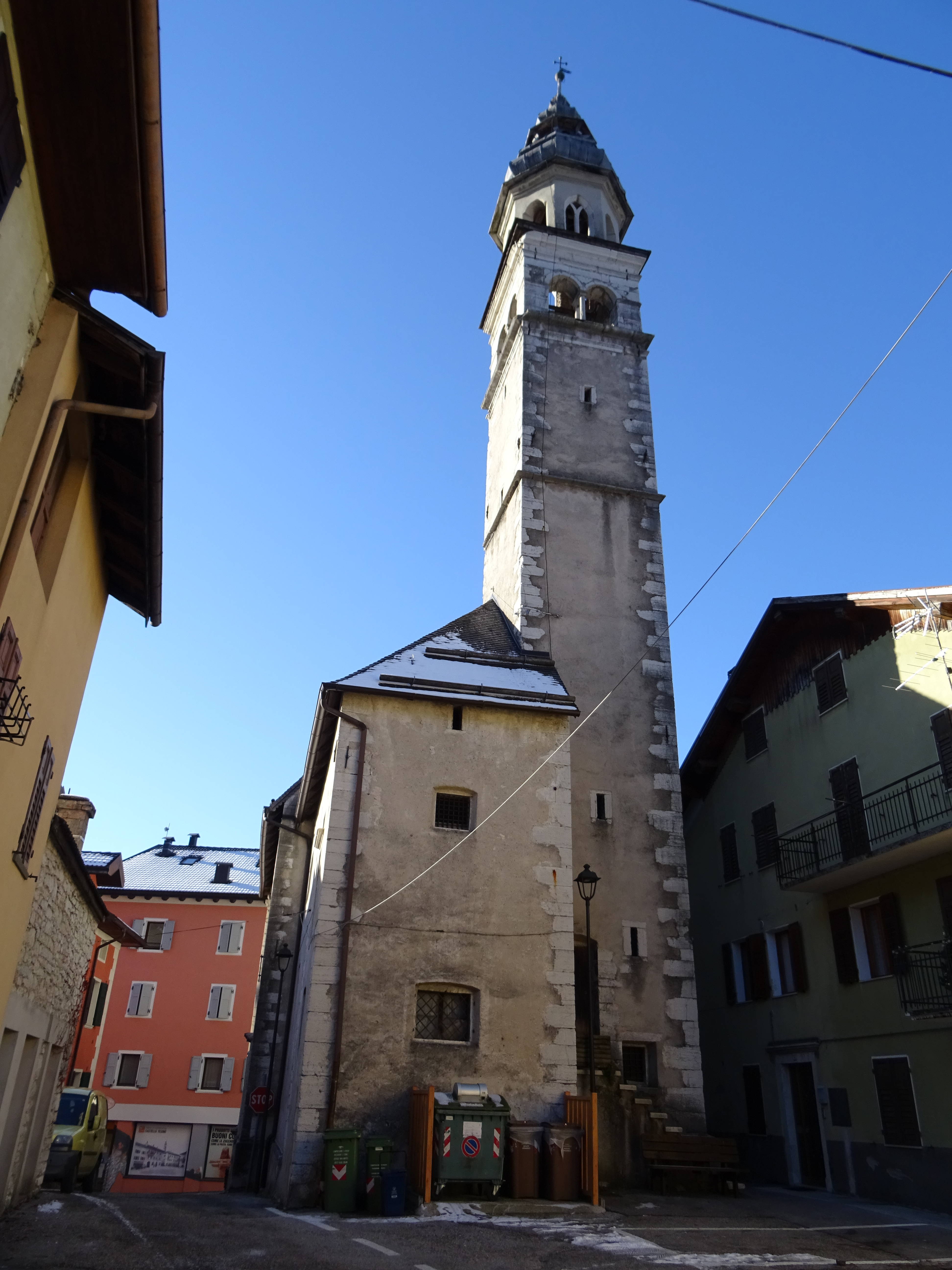
Kirche Beata Vergine di Torricella
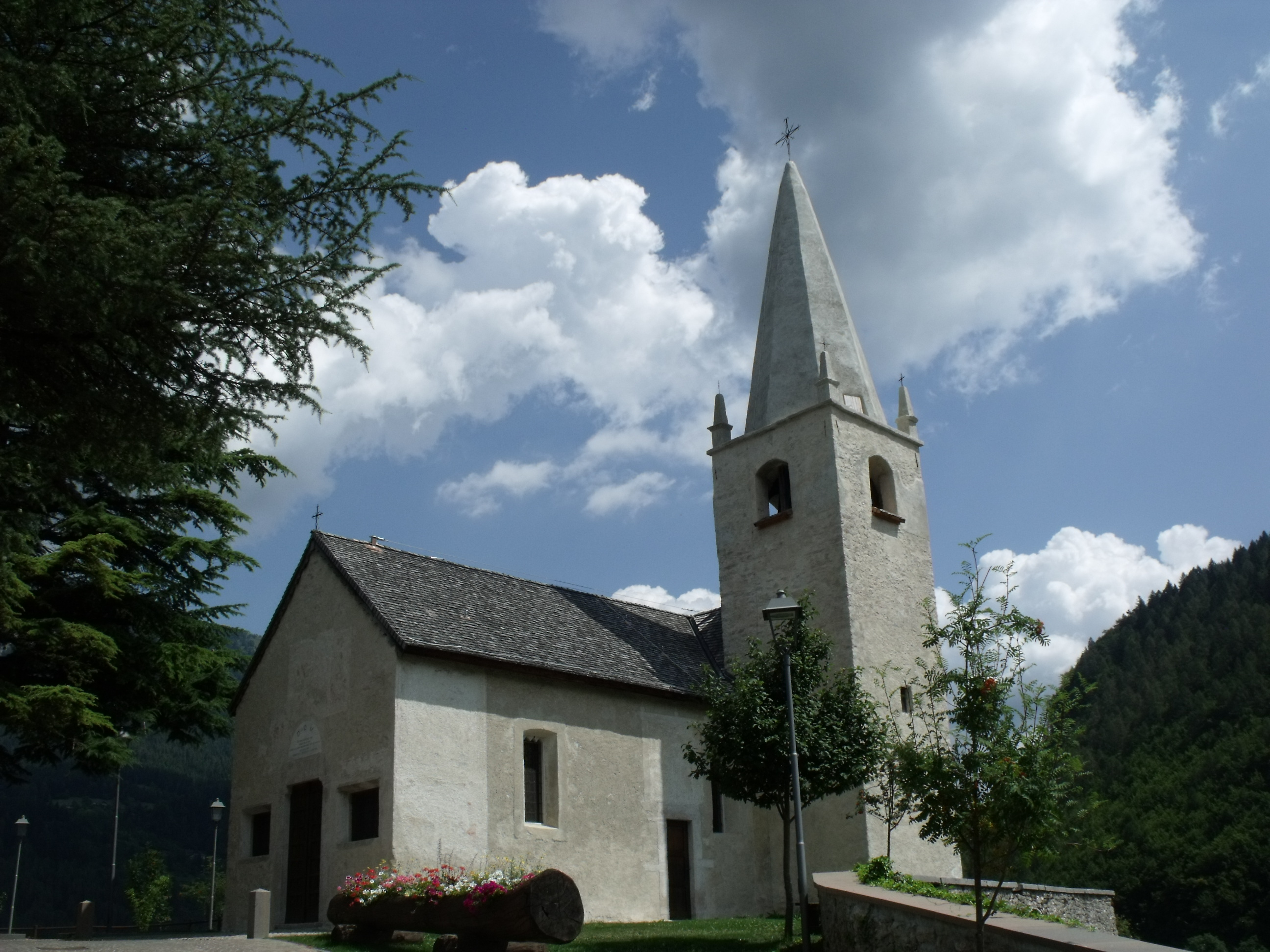
Die Kirche Santi Ippolito e Cassiano

## Persönlichkeiten
- Narciso Sordo (1899–1945), katholischer Geistlicher